# Istituto per la Ricostruzione Industriale
IRI leder hit. För måttet på vägbanors ojämnhet med samma förkortning, se International roughness index
Istituto per la Ricostruzione Industriale, allmänt förkortat IRI är ett italienskt statligt holdingbolag som grundades 1933 med huvudkontor i Rom.
IRI grundades av den dåvarande fascistiska regeringen under Mussolinis ledning för att möta den rådande depressionen. Den italienska staten blev genom IRI storägare till en rad italienska företag inom stål-, varvs- och bilindustrin. Bland annat ägde IRI Alfa Romeo. Från början var IRI tänkt som en tillfällig lösning men det kom senare att bli en permanent lösning som även fanns kvar efter andra världskriget. 
Den italienska staten kom via IRI att nationalisera flera företag och Italien kom att ha en betydligt högre grad av statligt ägande inom näringslivet än andra västeuropeiska länder. 1986 såldes Alfa Romeo och under 1990-talet följde ytterligare privatiseringar genom statliga utförsäljningar. 2000 upplöstes IRI officiellt och de kvarvarande statliga bolagen (bl.a. RAI) fördes över till statliga Fintecna. 

## Bolag ägda av IRI
- Alfa Romeo
- Alitalia
- Autostrade
- Banca Commerciale Italiana
- Banco di Roma
- Cofiri
- Credito Italiano
- Fincantieri
- Finelettrica
- Finmare
- Finmeccanica
- Finsider
- Finsiel
- Italstat
- Rai
- SME
- STET